# Клаудіо Капео
Клаудіо Капео, також відомий як Клаудіо Руколо, народився в 1985 році в місті Серне(Франція), французький співак і акордеоніст.

## Біографія

### Юність
Клаудіо Капео, народився в сім'ї італійського походження, вивчати гру на акордеоні почав у віці 6 років. 
В 16 років приєднався до метал-групи, але через деякий час він відмовився грати таку музику і почав грати в групі, що спеціалізується на африканському джазі . У 2008 році він почав гастролювати зі своєю групою, яка випустила два альбоми: El vagabond в лютому 2010 року, і Miss Mondo в жовтні 2012 року. У березні 2015 року він випустив сингл "Mr. Jack", а в серпні випустив свій дебютний міні-альбом з тією ж назвою. У наступні роки він виступав з акордеоном на вулиці. Під час одного з вуличних виступів, на нього звернули увагу представники талант-шоу The Voice: La Plus Belle Voix, які запросили його взяти участь в прослуховуваннях для п'ятого сезону шоу. 

### The Voice
У 2016 році Капео бере участь у 5-му сезоні талант-шоу The Voice : La Plus Belle Voix(український телепроект Голос країни), де під час "сліпих прослуховувань" виконав пісню Мішеля Дельпеша - Chez Laurette, завдяки якій потрапив у команду Флорана Паньї. 

### Професійний співак
Після участі в програмі був підписаний контракт з лейблом Jo & Co. 15 червня 2016 він випустив свій дебютний студійний альбом під назвою Claudio Capéo. Першим синглом з альбому стала пісня "Un Homme Debout". 

## Дискографія

### Альбоми
| Список треків | Список треків                   | Список треків |
| #             | Назва                           | Тривалість    |
| ------------- | ------------------------------- | ------------- |
| 1.            | «Pace non guerra»               | 4:08          |
| 2.            | «El cabanon»                    | 4:49          |
| 3.            | «Pas de panique»                | 3:57          |
| 4.            | «Partie remise»                 | 4:48          |
| 5.            | «Ikkea»                         | 3:39          |
| 6.            | «El conteneur»                  | 3:15          |
| 7.            | «Les gourmands (feat. Gill'us)» | 3:41          |
| 8.            | «Smiley Pop»                    | 5:46          |
| 9.            | «Vivre avec»                    | 3:43          |
| 10.           | «La goutte»                     | 3:52          |
| 11.           | «S'foutre en l'air»             | 4:18          |
| 12.           | «Intelligence absente»          | 3:49          |

| Список треків | Список треків            | Список треків |
| #             | Назва                    | Тривалість    |
| ------------- | ------------------------ | ------------- |
| 1.            | «Cap'héo»                | 2:03          |
| 2.            | «C'est comme si»         | 3:17          |
| 3.            | «Evacuation»             | 3:31          |
| 4.            | «Le botaniste»           | 5:16          |
| 5.            | «Americano»              | 3:27          |
| 6.            | «Charlotte»              | 3:00          |
| 7.            | «Découverte fantastique» | 3:24          |
| 8.            | «Daddy'sboy»             | 3:39          |
| 9.            | «Petite madame»          | 2:47          |
| 10.           | «Jérome D»               | 3:31          |

| Список треків | Список треків              | Список треків |
| #             | Назва                      | Тривалість    |
| ------------- | -------------------------- | ------------- |
| 1.            | «Un homme debout»          | 3:26          |
| 2.            | «Ça fait tourner le monde» | 2:55          |
| 3.            | «Ça va ça va»              | 3:11          |
| 4.            | «Je vous embrasse fort»    | 3:23          |
| 5.            | «Ambulance»                | 3:59          |
| 6.            | «Fidèle à moi-même»        | 3:09          |
| 7.            | «Dis le moi»               | 3:40          |
| 8.            | «Mon pays»                 | 3:19          |
| 9.            | «Belle France»             | 2:44          |
| 10.           | «Sexy Tropical»            | 3:27          |
| 11.           | «Chez Laurette»            | 3:32          |
| 12.           | «Enfants sauvages»         | 3:17          |
| 13.           | «Riche»                    | 4:03          |

### Міні-альбоми
| №             | Альбоми                            | Позиції    | Позиції | Позиції      | Позиції | Сертифікати ( Франція) | Трек-лист |
| №             | Альбоми                            | FRA        | BEL VL  | BEL Валлонія | SWI     | Сертифікати ( Франція) | Трек-лист |
| ------------- | ---------------------------------- | ---------- | ------- | ------------ | ------- | ---------------------- | --- |
| 1             | Mr Jack - Випущений: 5 червня 2015 | –          | –       | –            | –       |                        | \| Список треків \| Список треків \| Список треків \| \| # \| Назва \| Тривалість \| \| ------------- \| ----------------- \| ------------- \| \| 1. \| «Jusqu'à la mort» \| 3:53 \| \| 2. \| «Assis par terre» \| 3:11 \| \| 3. \| «Mr Jack» \| 4:56 \| |
| Список треків |                                    |            |         |              |         |                        | |
| #             | Назва                              | Тривалість |         |              |         |                        | |
| 1.            | «Jusqu'à la mort»                  | 3:53       |         |              |         |                        | |
| 2.            | «Assis par terre»                  | 3:11       |         |              |         |                        | |
| 3.            | «Mr Jack»                          | 4:56       |         |              |         |                        | |

### Сингли
| Роки | Назва                                    | Позиції | Позиції     | Сертифікати ( Франція) | Альбом        |
| Роки | Назва                                    | FRA     | BEL Валонія | Сертифікати ( Франція) | Альбом        |
| ---- | ---------------------------------------- | ------- | ----------- | ---------------------- | ------------- |
| 2011 | «Charlotte»                              | —       | —           |                        | Miss Mondo    |
| 2016 | «Un homme debout»                        | 6       | 7           | Платиновий диск        | Claudio Capéo |
| 2016 | «Ça va ça va»                            | 23      | 9           |                        | Claudio Capéo |
| 2017 | «Riche»                                  | 184     | —           |                        | Claudio Capéo |
| 2017 | «Dis-le moi»                             | 161     | —           |                        | Claudio Capéo |
| 2017 | «Un peu de rêve (Vitaa і Клаудіо Капео)» | 75      | —           |                        | J4M (Vitaa)   |